# Капка Панайотова
Капка Панайотова е българска преводачка и обществена деятелка, дългогодишна радетелка за защита на правата на хората с увреждания. Дейността ѝ се свързва преди всичко с Центъра за независим живот, който тя основава през 1995 г. и който ръководи оттогава.

## Биография
Гимназиалното си образование получава в Английската гимназия в София. Завършва макроикономика в Полша. Защитава две магистратури – във Висшето училище по планиране и статистика – Варшава (Полша) и в университета „Джонс Хопкинс“, където специализира управление на НПО. Работи и като преводач от английски и полски.

## Дейност
През 1995 г. Панайотова основава, и оттогава ръководи, Центъра за независим живот – неправителствена организация, която се бори за спазване на правата на хората с увреждания. Дейността ѝ включва обществени дискусии, кампании, интервюта, участия в национални и международни конференции, които привличат вниманието на обществеността върху проблемите пред независимия живот и равните шансове на всички хора.
Дългогодишен председател на Управителния съвет на Европейската мрежа за независим живот, член на Борда на организацията.
За обществената си дейност е удостоена с наградата за гражданска доблест „Димитър Паница“ на НБУ.
Умира на 14 октомври 2021 г.

## Преводи
- Милтън Фридман, „Приватизирайте, приватизирайте и пак приватизирайте!“, превод от полски Капка Панайотова, книгоиздателство „Перо“, София, 1991
- Д. Т. Судзуки, Увод в Дзен-будизма, превод от английски Капка Панайотова, изд. Хемус, София, 1991. D. T. Suzuki, An introduction to Zen Buddhism, 1934
- Самюъл Дилейни, Свръхнова, превод от английски Капка Панайотова, изд. „Плеяда“, София 1993. Samuel Delany, Nova, 1968
- Лен Бартън, Приобщаващото образование и обучението на учители – основание за надежда или поредната илюзия, превод от английски Капка Панайотова, увод Вера Младенова, Център за независим живот, София, 2005